# Iglesia Matriz de Mito (Junín)
La Iglesia Matriz del Señor de la Ascensión o simplemente Iglesia Matriz de Mito, es el templo principal del distrito de Mito, Provincia de Concepción, en la Región Junín.
Fue fundado por los Padres Franciscanos, en 1538, teniendo como advocación y patrocinio al Señor de la Ascensión, patrón del distrito. Actualmente es una Parroquia perteneciente a la Arquidiócesis de Huancayo.

## Historia
La Iglesia del Señor de la Ascensión de Mito, es también conocida con el nombre de Iglesia Matriz de Mito; esta construcción, es una obra que fuera erigida durante la época colonial y que actualmente es considerada como parte del Patrimonio Histórico de la Nación. El templo se ubica en el distrito de Mito, en la provincia de Concepción, en la región Junín.
Se conoce, por los registros históricos, en relación con el templo, que esta iglesia inició su construcción en el año 1538, es decir poco tiempo después de la fundación de la ciudad; no obstante el edificio no se vio concluido, sino hasta casi 12 años después, aunque hay quienes dicen que recién se inauguró en 1560.

## Ubicación
Se ubica en el Pueblo de Mito, Provincia de Concepción, a 4 kilómetros de esta ciudad y a 20 kilómetros de la Ciudad de Huancayo.

## Descripción del exterior y determinación de su estilo
La fachada de esta iglesia de Mito es de estilo neoclásico. Cuenta con una sola puerta, sobre la cual hay una hornacina, en la que se encuentra una escultura del Señor de la Ascensión; también tiene un tímpano de forma triangular. Se encuentra flanqueada por dos torres de cuatro cuerpos que rematan en cúpulas sobre las cuales se levantan cruces. El primer cuerpo de estas torres - que es el que mayor tamaño presenta de la estructura - se ve decorado por dos esculturas, una a cada lado que representan a la Inmaculada Concepción y la Piedad, por lo que se conoce, son réplicas de obras que hiciera el célebre artista Miguel Ángel.
Los dos cuerpos que siguen a la base de la torre, son los espacios que comprenden al campanario de la iglesia. La torre de la derecha del templo custodia tres campanas en su estructura, y estas  son piezas que fueron forjadas, entre los años 1792 y 1897. Se dice, que la más grande de aquellas, que además es la más antigua,  tiene una potencia tal en el sonido, que es capaz de oírse hasta cinco kilómetros de distancia desde su lugar de repique. La otra torre, también comprende un conjunto de campanas, algunas de mayor antigüedad que las que se encuentran en su torre paralela, y que datan del siglo XVI.
Presenta una planta de Cruz Latina, todo su techo se encuentra recubierto de planchas de calamina para evitar que las lluvias puedan debilitar su estructura interna. El tambor de la cúpula es muy simple hecho de hormigón, la media esfera y la pequeña linterna también están recubiertas de calamina, al igual que algunos templos del Valle del Mantaro; coronándola se levanta una gran Cruz de acero.